# Терское сельское поселение (Северная Осетия)
Те́рское се́льское поселе́ние — муниципальное образование в Моздокском районе Республики Северная Осетия — Алания Российской Федерации.
Административный центр — станица Терская.

## Географическое положение
Муниципальное образование расположено в восточной части Моздокского района. В состав сельского поселения входят два населённых пункта. Площадь сельского поселения составляет — 139,74 км2.
Граничит с землями муниципальных образований: Калининское сельское поселение и Троицкое сельское поселение на западе, Веселовское сельское поселение на севере, Предгорненское сельское поселение на юге, а также с землями Ставропольского края на востоке, с Чечнёй на юго-востоке и с Ингушетией на юге.
Сельское поселение расположено в равнинной зоне республики, и охватывает территорию к югу от реки Терек. Рельеф местности преимущественно равнинный, со слабыми колебаниями высот. Средние высоты на территории муниципального образования составляют 125 метров над уровнем моря. Вдоль долины реки Терек тянутся густые приречные леса.
Гидрографическая сеть представлена в основном рекой Терек. Вдоль южной окраины муниципального образования проходит Надтеречный канал.
Климат влажный умеренный. Среднегодовая температура воздуха составляет +11,0°С. Температура воздуха в среднем колеблется от +24,0°С в июле, до -2,5°С в январе. Среднегодовое количество осадков составляет около 530 мм. Основное количество осадков выпадает в период с мая по июль.

## История
Статус и границы сельского поселения установлены Законом Республики Северная Осетия-Алания от 5 марта 2005 года № 16-рз «Об установлении границ муниципального образования Моздокский район, наделении его статусом муниципального района, образовании в его составе муниципальных образований - городского и сельских поселений и установлении их границ»

## Население
| 2002  | 2010  | 2011  | 2012  | 2013  | 2014  | 2015  |
| ----- | ----- | ----- | ----- | ----- | ----- | ----- |
| 3257  | ↘2838 | ↗2839 | ↘2777 | ↘2726 | ↘2648 | ↘2637 |
| 2016  | 2017  | 2018  | 2019  | 2020  | 2021  | 2023  |
| ↗2645 | ↗2684 | ↘2677 | ↘2636 | ↘2591 | ↗3034 | ↘2963 |
| 2024  | 2025  |       |       |       |       |       |
| ↘2941 | ↘2937 |       |       |       |       |       |

Процент от населения района — 3.61 %
Плотность — 21.02 чел./км2.

### Национальный состав
По данным Всероссийской переписи населения 2010 года:
| Народ    | Численность, чел. | Доля от всего населения, % |
| -------- | ----------------- | -------------------------- |
| русские  | 2 444             | 86,1 %                     |
| чеченцы  | 161               | 5,7 %                      |
| осетины  | 91                | 3,2 %                      |
| украинцы | 31                | 1,1 %                      |
| другие   | 111               | 3,9 %                      |
| всего    | 2 838             | 100 %                      |

## Состав поселения
| № | Населённый пункт | Тип населённого пункта          | Население | Доля от населения (%) |
| - | ---------------- | ------------------------------- | --------- | --------------------- |
| 1 | Октябрьское      | село                            | ↗197      | 6,2 %                 |
| 2 | Терская          | станица, административный центр | ↗2837     | 93,8 %                |

## Местное самоуправление
Администрация Терского сельского поселения — станица Терская, ул. Красная, 56.
Структуру органов местного самоуправления сельского поселения составляют:
- Глава сельского поселения — Потапова Ирина Александровна.
- Администрация Терского сельского поселения — состоит из 9 человек.
- Совет местного самоуправления Терского сельского поселения — состоит из 14 депутатов.